# Patriarca de Moscou

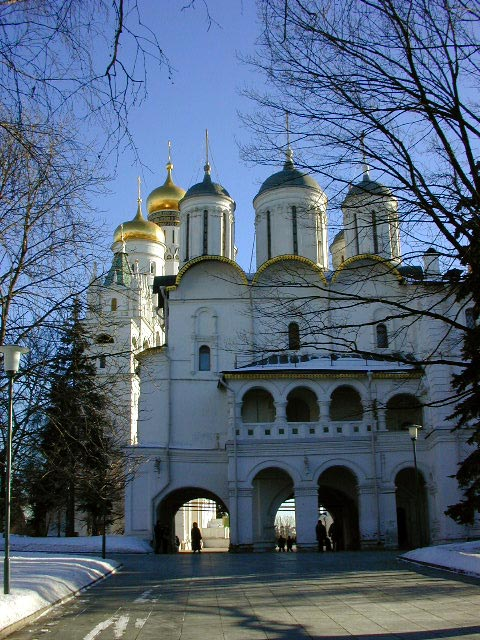
L'Església dels Dotze Apòstols, seu domèstica dels Patriarques de Moscou

El Patriarca de Moscou i de Totes les Rússies - Патриарх Московский и всея Руси (rus) - és el títol del màxim representant de l'Església Ortodoxa Russa, també coneguda com a Patriarcat de Moscou. El Patriarca de Moscou està en comunió amb la resta de patriarques i primats de l'Església Ortodoxa.

## Història
L'Església Ortodoxa separada de la unió amb la Seu de Pere l'any 1054, seguint l'exemple de Constantinoble amb el Gran Cisma i amb això, es tancà també cap a occident, fragmentant-se gradualment en esglésies autònomes o autocèfales. A diferència del Protestantisme, els ortodoxos han conservat la unitat doctrinal i de culte, però han perdut la unitat de jurisdicció.
L'Església Ortodoxa Russa era, en els seus inicis, depenent del Patriarcat Ecumènic de Constantinoble. Els bisbes de la ciutat de Kíev (llavors capital de Rússia) rebien la seva consagració de mans del patriarca ecumènic; sent tots ells grecs. El primer bisbe rus nomenat per a la ciutat de Kíev va ser Hilari (1051). Quan la capitalitat es traslladà a Moscou el 1327 a causa de la destrucció de Kíev pels mongols, el seu arquebisbe adoptà el títol d'Arquebisbe de Kíev i de Moscou, fins que el 1461 es convertí en el cap suprem de l'Església Russa amb el títol de Metropolità de Moscou i de Totes les Rússies.
Des dels temps del tsar Pere el Gran i fins a Nicolau II, l'Església Ortodoxa va ser administrada per un Sant Sínode, sota l'estricta supervisió de l'Imperi Rus. Malgrat aquesta influència secular de l'Església, durant el segle xix va haver un gran ressorgiment teològic, de l'espiritualitat i de la vida monàstica en tota Rússia.
La història del Patriarcat de Moscou està enormement lligada a la pròpia història de Rússia.

### Període normand
A finals del segle ix, els normands pagans havien conquerit el territori al voltant de Kíev, als voltants del riu Dnièper. Al 957, la princesa russa Olga, vídua d'Ígor de Kíev, de l'estirp normanda dels varegs, va ser batejada a Constantinoble. El seu net Vladímir també es batejà a Constantinoble al 989 i es casà amb la princesa romana d'Orient Anna. Pocs anys abans Otó, el primer emperador del que seria conegut com el Sacre Imperi, s'havia casat amb una altra princesa romana d'Orient. Constantinoble era encara el centre del món, però dues noves potències estaven creixent a Occident i al nord. Vladimir introduí el cristianisme a Rússia per la força. Va portar sacerdots de Constantinoble, va construir moltes esglésies i missions. El 1035, Kíev es convertí en seu metropolitana. El 1054 seguí a Constantinoble al Cisma d'Orient i amb tot això també es tancà a tot allò que venia d'occident.

### Període tàrtar
El 1224 van irrompre les hordes mongoles de Genguis Kan. El 1237 Batu Khan conquerí Moscou, exterminant tota la seva població. El 1240 conquerí Kiev, i el metropolità Josep va ser assassinat. El 1242 constituí l'Imperi de l'Horda d'Or, amb capital a Nova Sarai, a la riba del Volga. Els tàtars van dominar Rússia durant 240 anys (1240-1480). Per superstició van respectar l'Església. Sota l'Imperi Tàrtar, diversos prínceps russos es disputaven l'hegemonia. A inicis del segle xiv, Ivan Daniilovitx Kalita s'imposà a la resta de senyors russos, s'autonomenà Gran Duc i Príncep de Moscòvia, i el metropolità de Rússia es traslladà a aquella ciutat.
Però aquest esperit imperial es transformà, segons el model tàrtar, en un absolutisme rus-mongol. El seu net, Ivan el Temible, va caure en el despotisme asiàtic. Va estendre les seves fronteres fins a la mar Càspia i Sibèria, i als 17 anys es titulà Tsar de Totes les Rússies. La idea imperial havia quallat. Van circular poemes i narracions literàries que la van popularitzar, com aquests versos del starets Filofei de Psok, contemporani d'Ivan el temible: La dona vestia del Sol, l'Església cristiana, fugí de l'antiga Roma a causa de l'heretgia. Va fugir a la nova Roma, és a dir, a la ciutat de Constantinoble. Però tampoc allà trobà la pau; l'Església de Constantinoble va ser destruïda. Per això fugí a la tercera Roma, aquesta és la nova Rússia. El 1589, el metropolità de Moscou passà a titular-se Patriarca de la ciutat del Tsar, Moscou, la nova Roma, i de totes les Rússies.
Durant el segle xvii, els Patriarques de Moscou havien assolit una sobirania gairebé teocràtica. Això varia amb l'arribada al tron del tsar Pere el Gran el 1689. Educat a Occident, situà a Rússia entre les grans potències europees. No tolerà la gran autoritat que tenia l'Església. Deixà vacant la seu durant més de 20 anys; i el 1723 instituí el Sant Sínode Dirigent, els membres del qual eren nomenats per ell. El Patriarca el reconeixia com a autoritat suprema eclesiàstica de Rússia; començant així l'era tsarista que s'estendria fins a la I Guerra Mundial.

### Període Comunista
El 1917, el Sant Sínode va caure al costat del tsarisme. Llavors, es reconstituí a correcuita l'antic Patriarcat de Moscou, elegint-se un Patriarca. Però el bolxevisme va prendre la iniciativa a la Revolució i Lenin va prendre el poder. D'inici va declarar la separació entre l'Estat i l'Església, però a continuació s'inicià una persecució sistemàtica amb una crueltat que recordà la dels tàrtars.
En només 20 anys (1918-1941) l'Església Ortodoxa Russa va estar a punt de desaparèixer. Però el 1941, davant l'avanç alemany, Stalin aturà la persecució. Des de llavors el govern soviètic canvià d'estratègica: el 1943 es permeté l'elecció d'un nou Patriarca, i en finalitzar la guerra es reconegué a l'Església Ortodoxa com una corporació de dret públic, encara que se li prohibien les reunions de fidels fora dels temples, tota activitat cultural i social, l'erecció d'hospitals propis, etc. A més, se li prohibia tota mena de propaganda religiosa a les escoles, als hospitals, a les presons, als camps de treball i a les Forces Armades. Mentrestant, l'educació estatal era absolutament hostil a la religió. Els fidels eren considerats ciutadans intel·lectualment retardats i la religió era proclamada com un obstacle per al progrés tècnic i econòmic. Als membres del Partit i de les associacions juvenils els estava prohibida tota mena d'activitat religiosa.
L'Estat soviètic emprà el seu reconeixement oficial de l'Església Ortodoxa per tal d'aparèixer tolerant davant les nacions estrangeres. I de vegades s'arribaren a emprar de les forces eclesiàstiques per a les seves finalitats propagandístiques. S'ha criticat la jerarquia ortodoxa per haver realitzat tantes concessions al sistema; però la seva resposta és que, malgrat haver cedit en molts aspectes, el dogma ortodox es va mantenir inviolable, es continuà amb la vida litúrgica i sagramental, mai no es retractà l'anatema contra el comunisme del Concili de 1917-1918 i que va ser l'única organització reconeguda oficialment en oposició ideològica amb el comunisme. Les crítiques al Patriarcat també venen per haver sotmès a la seva jurisdicció totes les comunitats ortodoxes annexionades per la Unió Soviètica, incloent les comunitats catòliques d'aquestes regions, que van ser unides a l'Ortodòxia per la força.

### Període post-soviètic

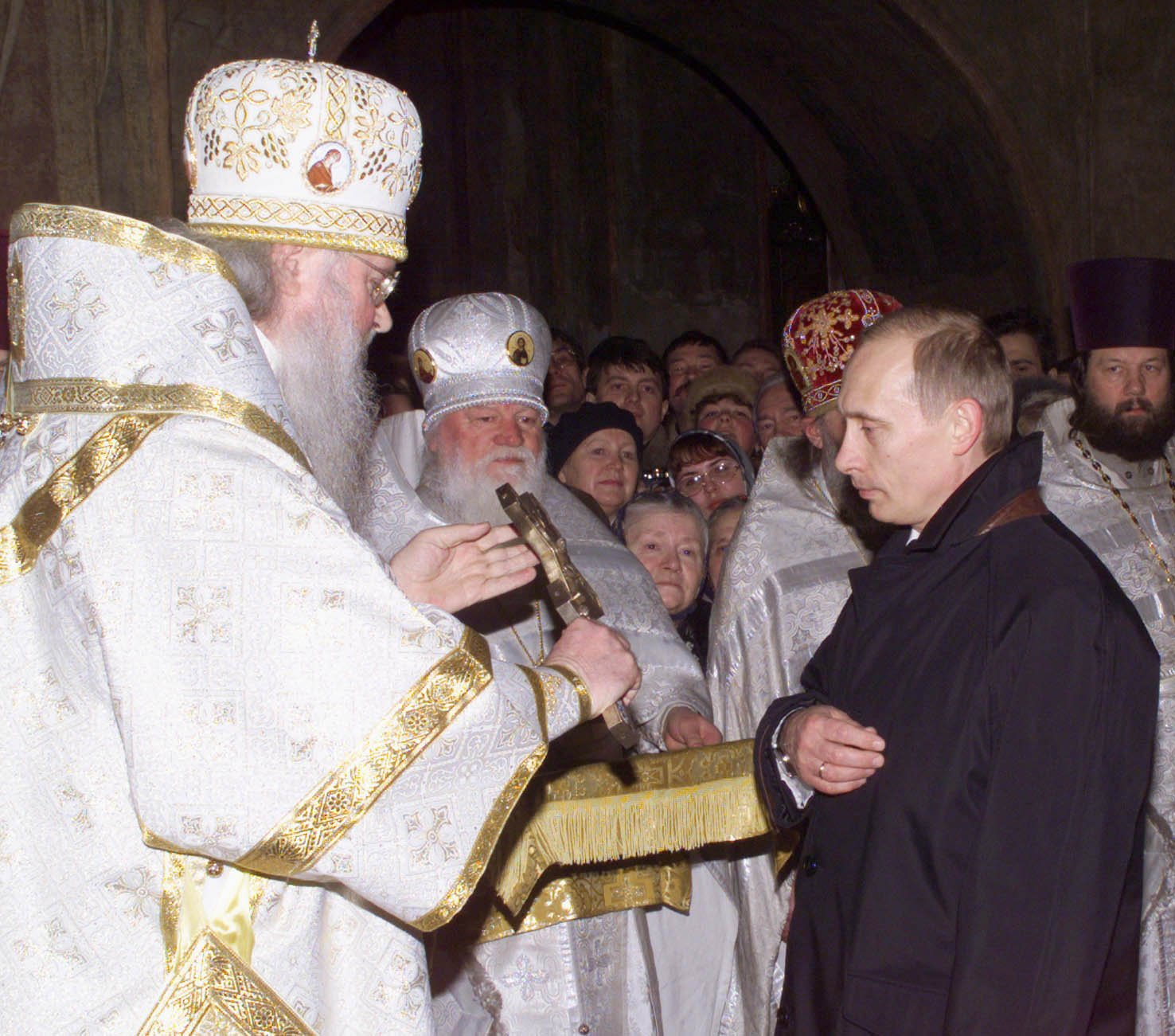
Ofici d'Epifania a la Catedral de l'Assumpció, amb el President Vladímir Putin amb l'Arquebisbe Eulogi de Vladimir i Suzdal.

Les converses per a la reunificació començaren tan bon punt es desintegrà la Unió Soviètica el 25 de desembre de 1991 i finalitzaren el 17 de maig del 2007 amb la signatura a la Catedral de Crist Salvador de Moscou (reconstruïda durant el mandat del President Borís Ieltsin) de l'Acta de Comunió Canònica entre el Patriarca Aleix II, Patriarca de Moscou i el Metropolità Lavr (de l'Església Russa a l'exili), succés històric que comptà amb la presència del President Vladímir Putin i d'altres personalitats del país, posant final a gairebé 90 anys de cisma.
Segons aquesta Acta, el Patriarcat de Moscou reconeixia l'autonomia de l'Església Ortodoxa Russa fora de Rússia en els afers pastorals, administratius, i patrimonials, però en unitat canònica amb tota l'Església Ortodoxa Russa. Per a efectes pràctics, l'Església fora de Rússia elegeix al seu primer Metropolità d'acord amb el seu propi reglament, però aquesta elecció ha de ser ratificada per Sa Santedat i pel Sant Sínode del Patriarcat de Moscou.
Un altre punt interessant és la participació de l'Església en els funerals de Ieltsin el 2007, sent la primera vegada que aquesta participava en un funeral d'estat des de la mort del tsar Alexandre III, quelcom que no havia pogut tenir lloc durant l'existència de la Unió Soviètica.

## Les Esglésies Ortodoxes de l'Europa Oriental als països de règim comunisme
L'avanç del comunisme significà un retrocés de la influència del Patriarcat Ecumènic en favor del de Moscou. Aquesta influència es convertí en submissió directe als països que van quedar annexionats a la Unió Soviètica. Les tres Repúbliques Bàltiques van ser annexionades per la Unió Soviètica el 1940. Les esglésies ortodoxes que depenien de Constantinoble van passar a dependre de Moscou. Estònia va ser evangelitzada per missioners alemanys i danesos d'ençà el segle xii, passant al luteranisme el 1524. A mitjans del segle xix començà un moviment cap a l'Església Ortodoxa. El 1956 hi havia uns 250.000 fidels (el 20% de la població), unificats en un arquebisbat depenent de Moscou. Letònia també adoptà el luteranisme cap al segle xvi. Una part, sota influència polonesa, va romandre catòlica. La zona luterana va ser annexionada per Rússia el 1705. D'una població de dos milions de persones, hi havia prop d'un milió de luterans, 700.000 catòlics i 300.000 ortodoxos que depenien de Moscou. Lituània va romandre catòlica gràcies als esforços del cardenal Hosio. Al segle xviii sorgí una diòcesi ortodoxa després de l'annexió a l'Imperi Rus. El 1940, el 80% de la població era catòlica, motiu pel qual va haver de patir unes vexacions especials sota la dominació soviètica. L'arquebisbe ortodox fixà la seva residència a Vilna, unint-se al Patriarcat de Moscou amb 80.000 fidels.

## D'altres esglésies autònomes o autocèfales
A més dels Patriarcats antics d'Alexandria, Antioquia, Constantinoble i Jerusalem existeixen d'altres entitats autocèfales de l'Església Ortodoxa:
- Església Ortodoxa i Apostòlica de Geòrgia
- Església Ortodoxa Sèrbia: units des del segle ix al Patriarcat de Constantinoble, els serbis es van mantenir catòlics al Cisma del segle xi. Van passar a l'ortodòxia dos segles més tard per la intervenció del monjo Sava Pasko, que assolí construir-la en església autocèfala, sent elevada a la dignitat de Patriarcat el 1355. Quan el 1918 es fundà Iugoslàvia, el Patriarca va establir-se a Belgrad: Sota el govern del Mariscal Tito, l'Església va ser durament perseguida.
- Església Ortodoxa Grega: molt vinculada a Moscou, encara que jurídicament independent, tenia més de 12 milions de fidels i va tenir una situació semblant a la de l'Església Ortodoxa a Ríssia.
- Església Ortodoxa Búlgara: constituïda el 1953, amb la desaprovació del Patriarcat Ecumènic i de les Esglésies de Grècia i Xipre. És el Patriarcat Ortodox més recent, comptant amb uns 6 milions de fidels.
- Església Ortodoxa de Xipre
- Església Ortodoxa Grega
- Església Ortodoxa Polonesa: reconeixement teòric de l'autocefàlia, però amb una vinculació pràctica al Patriarcat de Moscou, car el metropolità és rus.
- Església ortodoxa albanesa: compta uns 220.000 fidels, es desenvolupà sota condicions precàries sota la dominació bolxevic, amb una gran mancança de sacerdots i amb bisbes mediatitzats pel comunisme.
- Església ortodoxa txeca i eslovaca: tot i que a conseqüència de la guerra va perdre la majoria dels seus membres, va incorporar uns 300.000 membres de la diòcesi eslovaca de Prexov. A més, compta amb 3 diòcesis més (Praga, Olomouts i Maijailovitse) i amb un total de 314 parròquies. La seva situació va ser quelcom més favorable per una certa protecció de l'Estat.
- Església ortodoxa a Amèrica

Dependents del Patriarcat de Moscou, però autònomes són:
Església Ortodoxa Russa fora de Rússia
Església ortodoxa letona
Església ortodoxa moldava
Església ortodoxa japonesa
Església ortodoxa xinesa
Església ortodoxa ucraïnesa
Església ortodoxa hongaresa: subjecta a la jurisdicció del Patriarca de Moscou, que li concedí l'autonomia al 1949, és l'Església Ortodoxa més reduïda, amb només uns 60.000 fidels.